# Poreč Trophy
Die Poreč Trophy ist ein Straßenradrennen für Männer und Frauen im Nordwesten Kroatiens. 
Das Eintagesrennen findet in der Stadt Poreč (Halbinsel Istrien) statt. Erstmals ausgetragen wurde das Rennen für Männer im Jahr 2000. Ähnlich der Mallorca Challenge fand bis 2003 eine Serie von Rennen statt, allerdings ohne Gesamtwertung. Seit 2004 gibt es in der Region nur noch ein Rennen unter dem Namen Poreč Trophy. Dieses ist seit 2005 Teil der UCI Europe Tour und hat die Kategorie 1.2.
In der Saison 2023 wurde zusammen mit dem Männerrennen auch erstmals ein Rennen für Frauen ausgetragen. 

## Palmarès Frauen
| Jahr | Siegerin       | Zweite          | Dritte        |
| ---- | -------------- | --------------- | ------------- |
| 2023 | Yanina Kuskova | Lara Gillespie  | Urška Pintar  |
| 2024 | Petra Zsanko   | Elisabeth Ebras | Urška Pintar  |
| 2025 | Manon De Boer  | Malwina Mul     | Varvara Fasoi |

## Palmarès Männer

### Poreč Trophy (bis 2003 Poreč Trophy 1)
| Jahr | Sieger              | Zweiter                           | Dritter                 |
| ---- | ------------------- | --------------------------------- | ----------------------- |
| 2000 | Endrio Leoni        | John den Braber                   | Crescenzo D’Amore       |
| 2001 | Vladimir Miholjević | Morten Pedersen                   | Dean Podgornik          |
| 2002 | Wolodymyr Bileka    | Luigi Giambelli                   | Boštjan Mervar          |
| 2003 | Angelo Ciccone      | Radoslav Rogina                   | Michele Maccanti        |
| 2004 | Matej Stare         | Gábor Arany                       | Stefan Schumacher       |
| 2005 | Jochen Summer       | Borut Božič                       | František Raboň         |
| 2006 | Simon Špilak        | Matej Stare                       | Borut Božič             |
| 2007 | Marko Kump          | Grega Bole                        | Ivan Fanelli            |
| 2008 | Aldo Ino Ilešič     | Alexander Kristoff                | Marko Kump              |
| 2009 | Ole Haavardsholm    | Sergei Alexandrowitsch Kolesnikow | Hrvoje Miholjević       |
| 2010 | Matej Gnezda        | Radoslav Rogina                   | Matej Stare             |
| 2011 | Blaž Jarc           | Marco Haller                      | Jure Zrimšek            |
| 2012 | Matej Mugerli       | Matej Gnezda                      | Luka Mezgec             |
| 2013 | Matej Mugerli       | Riccardo Zoidl                    | Marco Benfatto          |
| 2014 | Maksym Averin       | Daniel Biedermann                 | Matej Mugerli           |
| 2015 | Marko Kump          | Erik Baška                        | Maksym Averin           |
| 2016 | Matej Mugerli       | Jan Tratnik                       | Daniel Auer             |
| 2017 | Matej Mugerli       | Russell Downing                   | Ian Bibby               |
| 2018 | Emīls Liepiņš       | Asbjørn Kragh Andersen            | Dušan Rajović           |
| 2019 | Fabian Lienhard     | Patrick Gamper                    | Florian Stork           |
| 2020 | Olav Kooij          | Gašper Katrašnik                  | Tilen Finkšt            |
| 2021 | Filippo Fiorelli    | Enrique Sanz                      | Tilen Finkšt            |
| 2022 | Dušan Rajović       | Matevž Govekar                    | Viktor Potočki          |
| 2023 | Patryk Stosz        | Adam Ťoupalík                     | Thibaud Gruel           |
| 2024 | Matthew Brennan     | Lorenzo Conforti                  | Rasmus Søjberg Pedersen |
| 2025 | Matteo Milan        | Patryk Stosz                      | Paul Wright             |

### Poreč Trophy 2
- 2003  Boštjan Mervar
- 2002  Jaroslaw Popowytsch
- 2001  Zoran Klemenčič
- 2000  Endrio Leoni

### Poreč Trophy 3
- 2003  Alexei Schtschebelin
- 2002  Hrvoje Miholjević
- 2001  Lubor Tesař
- 2000  Tomáš Konečný

### Poreč Trophy 4
- 2002  Andrus Aug
- 2001  Jan Bratkowski
- 2000  Martin Hvastija

### Poreč Trophy 5
- 2001  Lubor Tesař
- 2000  Tomáš Konečný

### Poreč Trophy 6
- 2000  Fraser MacMaster